# The Higher Law (film 1911)
The Higher Law è un cortometraggio muto del 1911 diretto da George Nichols. Tra gli interpreti, James Cruze che poi, nel 1914, diventerà regista girando un centinaio di pellicole fino al 1938.

## Produzione
Il film fu prodotto dalla Thanhouser Film Corporation

## Distribuzione
Distribuito dalla Motion Picture Distributors and Sales Company, il film - un cortometraggio di una bobina - uscì nelle sale statunitensi il 10 ottobre 1911.